# Tram van Philadelphia

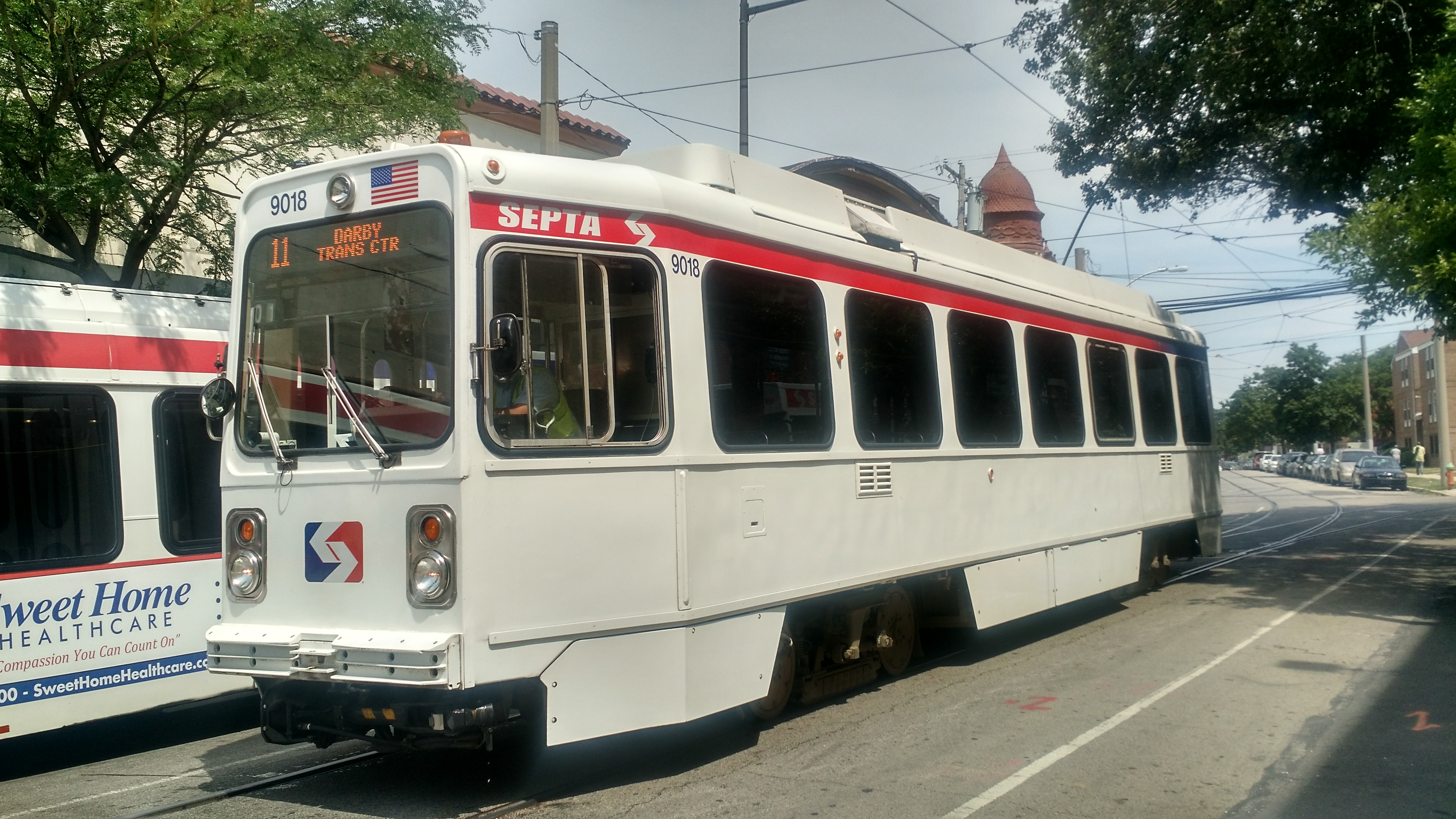
Vierasser van het semimetronet.

De tram van Philadelphia  is een openbaar vervoermiddel in Philadelphia, in het oosten van de Verenigde Staten. Het zijn vier losse lijnen en netwerken: alle vier onderdelen sluiten wel aan op de metro van Philadelphia. De vijf lijnen van de Subway– Surface Trolley Lines zijn hier zelfs onderdeel van maar rijden met klassieke trams op tram- en op semimetrotrajecten.

## Geschiedenis
De eerste paardentramlijn ging al in 1858 rijden en binnen korte tijd volgden nog vijftien lijnen. Reeds in 1866 –en weer in 1877– werd een stoomtramlijn ingesteld maar beide keren met matig succes. Meer succes had de kabeltram in 1883, maar de grootste groei werd gevierd na de introductie van de elektrische tram in 1892. In 1924 waren er meer dan 3.000 vierassers in dienst.
De huidige vervoersmaatschappij SEPTA bestaat uit twee delen: de city divisie en de suburban divisie. De eerste heeft de metro- en tramlijnen overgenomen van de Philadelphia Transportation Co. (PCT). De tweede heeft de drie interurban lijnen overgenomen van de Philadelphia Suburban Transportation Co. (PSTCo.).

## Lijnen
Het stelsel bestaat uit vier delen met in totaal negen lijnen, die ter onderscheiding een eigen nummer gekregen hebben.
| Lijnnummers          | Naam onderdeel             | Type       | Bijzonderheden                               |
| -------------------- | -------------------------- | ---------- | -------------------------------------------- |
| 10, 11, 13, 34 en 36 | Subway– Surface Lines      | semimetro  | Trams hebben nog trolleystangen.             |
| 15                   | Girard Ave. Line           | tram       | Tijdelijk vervangen door bussen.             |
| 100                  | Norristown High Speed Line | interurban | Juridisch een tramlijn, maar met derde rail. |
| 101 en 102           | Red Arrow Lines            | interurban | Voertuigen zijn klassieke trams.             |

## Materieel

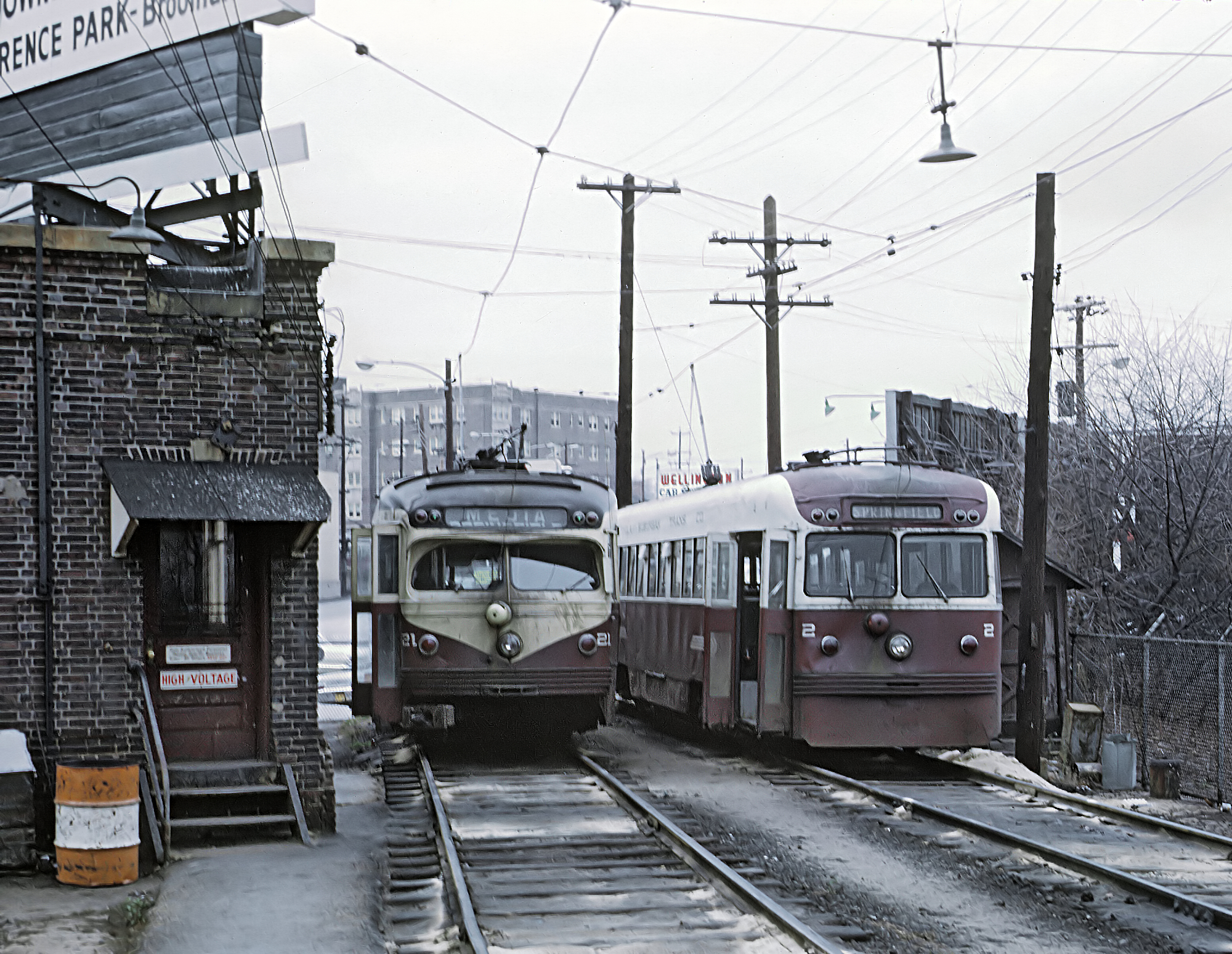
Voormalige PCC en Brillliner van de Red Arrow Lines.

Het materieel van Subway–Surface Lines en de Red Arrow Lines bestaat uit vierasser die in 1981-82 geleverd zijn door Kawasaki. De trams rijden op breedspoor (1588 mm) en worden voor de Subway–Surface Lines gevoed door een trolley. Deze korte trams zullen worden vervangen door minimaal 130 trams van Alstom die langer zijn. Voor de Gerard Ave. Line zijn er 18 PCC-trams vollgedig gerenoveerd tussen 2002 en 2004. Deze zijn wegens veileigheidsproblemen begin 2020 buiten dienst gesteld. Na grondige renovatie worden ze in 2024 weer in gebruik genomen. Het materieel van Norristown High Speed Line bestaat uit grote vierassers die in 1992-93 geleverd zijn door ABB, deze kunnen 130 km/u halen, maar mogen maximaal 89 km/u (55 mph).